# Brushpen
Ein Brushpen (auch Brush Pen oder Pinselstift) ist ein Filzstift mit einer längeren und besonders flexiblen Pinselspitze. 

## Details
Durch Variation des Drucks kann die Dicke des Strichs beeinflusst werden. Die dabei entstehende Schrift wird als Brushlettering bezeichnet.